# Ivana Loudová
Ivana Loudová, född 8 mars 1941 i Chlumec nad Cidlinou, död 25 juli 2017 i Prag, var en tjeckisk kompositör.
Loudová studerade vid Prags konservatorium och Akademien för musik och de dramatiska konsterna under Miloslav Kabeláč och Emil Hlobil. Hon studerade senare vid Centre Bourdan i Paris under Olivier Messiaen och André Jolivet. Hon skrev orkester- och kammarmusik, samt vokalmusik och musik för film och scen. Hon erhöll ett hedersomnämnande i Mannheim för kompositionen Rapsodi i svart, och vann på Guido d'Arezzo-tävlingen i Italien 1978, 1980 och 1984. Inom körmusikens område skrev hon en Vokalsymfoni (1965), och senare även barnkörverk, som den prisbelönta Lilla julkantaten. Hon skrev också musik för American Wind Symphony Orchestra, liksom andra orkesterverk. Från 1992 undervisade Loudová i komposition vid Akademien för musik och de dramatiska konsterna i Prag.